# スエッスラの戦い
スエッスラの戦い（スエッスラのたたかい）は、紀元前343年（または紀元前339年）に発生した第一次サムニウム戦争における最後の大きな戦いである。
サムニウム人はその軍をカンパニア東端のスエッスラ（en、現在のアチェッラ）に集結させていた。共和政ローマの執政官（コンスル）マルクス・ウァレリウス・コルウスは自身の軍を率いてスエッスラに向かった。サムニウム人は食料調達のためにその兵を分散させたが、ウァレリウスはこの機会を捉えてサムニウム軍の野営地を占領し、その食料調達部隊も一掃した。現代の歴史家は、その詳細に関しては全てではないにしても大部分はティトゥス・リウィウス（紀元前59年 - 17年）の創作、あるいは彼が参照した資料の創作であると考えている。

## 背景
アウグストゥス時代の歴史家リウィウスによると、第一次サムニウム戦争は、サムニウム人がカンパニア北部に住んでいたシディシニ人（en）を攻撃したことによって始まったとされている。カプアが指導的立場にあったカンパニア人は、シディシニ救援のために軍を派遣したが、サムニウム人に敗れた。続いてサムニウム人はカンパニアに侵攻し、カプア近くの平原で行われた2度目の戦いでも勝利した。これらの敗戦のために、カンパニア人はローマに救援を求めた。ローマとサムニウムは条約を結んでいたが、この救援依頼に応じてサムニウムに対して宣戦布告した。
紀元前343年の執政官マルクス・ウァレリウス・コルウスとアウルス・コルネリウス・コッスス・アルウィナはそれぞれ軍を率いてサムニウム軍に向かった。ウァレリウスはカンパニアに進軍し、コルネリウスはサムニウムに侵攻した。

## 戦闘
この戦闘に関して記述しているのはリウィウスのみであるが、2度の敗北にもかかわらず、サムニウムは勝利を求めて全軍をスエッスラに集結させた。この報告がカプアからウァレリウスに届くと、野営地に補給物資とその護衛兵を残して、スエッスラに向かった。そこでウァレリウスはサムニウム軍野営地の近くに自軍の野営地を設営したが、補給物資を持たず非戦闘員も連れていなかったため。その野営地の大きさは通常よりは小さかった。サムニウム軍は直ちに戦闘が開始されると考え、戦列を整えてローマ軍野営地に向かった。サムニウム軍の偵察部隊の報告では、ローマ軍の野営地が小さいとのことであったため、相対する敵は小さいと考えた。サムニウム兵は直ちに攻撃を行いたかったが、その将軍たちはそれを押しとどめた。サムニウム軍は大軍であり、またスエッスラ郊外に長期にわたって野営していたため、食料が不足し始めていたい。サムニウム軍はローマ軍の規模からして野営地から出撃することは無く、また食料も十分ではないと判断して、食料調達部隊を郊外に派遣した。サムニウム軍が分散し、野営地の防御が手薄になったことを見て、ウァレリウスは軍を率いてサムニウム軍野営地を攻撃した。野営地は一度の攻撃で占領された。サムニウム軍野営地に2個軍団を残し、ウァレリウスはサムニウムの調達部隊を一掃するよう命令した。分散していた調達部隊は、虐殺されるか逃亡した。戦死したサムニウム兵よりずっと多くの兵が逃げたため、ローマ軍の戦利品は盾40,000個、軍旗170本が含まれていた。

## その後
これらの戦いの後、二人の執政官はともに凱旋式を実施している。カルタゴは紀元前348年にローマと友好条約を結んでいたが、ローマの勝利を祝福して25ポンドの金で作られた冠をユピテル・オプティムス・マキシムス、ユーノー、ミネルウァ神殿に寄贈した。凱旋式記録碑によると、ウァレリウスとコルネリウスは9月21日と9月22日にそれぞれの凱旋式を実施している。続く2年間は小規模な戦闘があったのみで、第一次サムニウム戦争は紀元前341年に終結した。ローマとサムニウムはその条約を改定し、サムニウムはカンパニアと同様にローマの同盟国となった。

## 現代の推定
現代の歴史学者はリウィウスが記述する戦闘の詳細に関しては、ほとんど信頼していない。その戦闘シーンは、彼自身または彼が参照した資料による創作であると考えられている。サムニウム軍の損害は、明らかに誇張されている。E. T. Salmonはウァレリウスの二度の勝利は、同じ地域における紀元前215年のハンニバルとの戦いを下敷きにしたもの考えている。他方、凱旋式碑に記録されていることから、ローマがこの年に何らかの勝利を収めたことは認められる。Salmonは紀元前343年に発生した戦いは一度のみであり、カプアの外れのユーノー神殿近くで発生したと推定している。ただし、この説はOakley(1998)が否定しており、リウィウスの記述に疑わしいことはないと考えた。ウァレリウスの到着前に、サムニウム人はカンパニアのかなりの土地を占拠しており、ウァレリウスの二度の勝利はサムニウムのカプアとクマエに対する攻撃の結果として生じたものである。

## 発生年に関して
リウィウスはローマの習慣に従って、戦いが発生した年を執政官の名前で記録している。この年はウァレリウスとコルネリウスが執政官を勤めた年であり、マルクス・テレンティウス・ウァロの『年代記』から換算すると紀元前343年となる。しかし、現代の歴史家は、年代記には「独裁官年」が含まれていないため、第一次サムニウム戦争の発生年は4年遅い紀元前339年ではないかと考えている。この不正確さにもかかわらず、現在も学術論文でも年代記が換算に用いられている。

## 参考資料
- Forsythe, Gary (2005). A Critical History of Early Rome. Berkeley: University of California Press. ISBN 0-520-24991-7
- Oakley, S. P. (1998). A Commentary on Livy Books VI-X, Volume II: Books VII-VII. Oxford: Oxford University Press. ISBN 978-0-19-815226-2
- Salmon, E. T. (1967). Samnium and the Samnites. Cambridge University Press. ISBN 978-0-521-13572-6

座標: 北緯40度59分 東経14度24分 / 北緯40.983度 東経14.400度